# 拉佩勒里讷 (曼恩-卢瓦尔省)
拉佩勒里讷（法語：La Pellerine，法語發音：[la pɛlʁin] ⓘ）是法国曼恩-卢瓦尔省的一个市镇，属于索米尔区。拉佩勒里讷全境位于市镇努瓦扬维拉日，是努瓦扬维拉日的一块内飞地。

## 地理
拉佩勒里讷（47°27'41"N, 0°7'23"E）面积5.3 平方千米，位于法国卢瓦尔河地区大区曼恩-卢瓦尔省，该省份为法国西部内陆省份，大致对应安茹地区，北起顺时针与马耶讷省、萨尔特省、安德尔-卢瓦尔省、维埃纳省、德塞夫勒省、旺代省、大西洋卢瓦尔省和伊勒-维莱讷省接壤。
与拉佩勒里讷接壤的市镇（或旧市镇、城区）包括：努瓦扬维拉日。

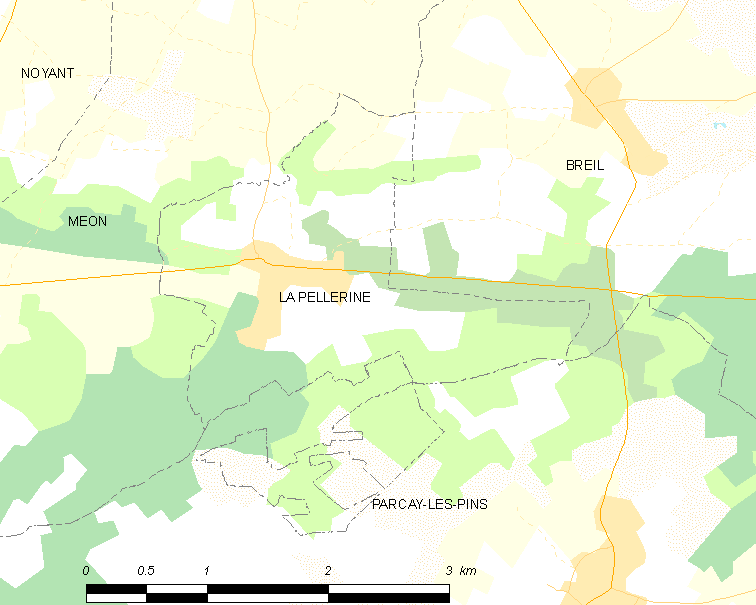
的OSM定位图

拉佩勒里讷的时区为UTC+01:00、UTC+02:00（夏令时）。

## 行政
拉佩勒里讷的邮政编码为49490，INSEE市镇编码为49237。

## 政治
拉佩勒里讷所属的省级选区为安茹地区博福尔县。

## 人口

1962-2008年间人口变化图示

拉佩勒里讷于2022年1月1日时的人口数量为137人。